# Slochteren
Slochteren – gmina i miejscowość w Holandii, w prowincji Groningen. Jest to region w przeważającej części rolniczy. W tym rejonie występują także spore złoża gazu ziemnego.
Gmina składa się z 16 miejscowości: Denemarken, Froombosch, Harkstede, Hellum, Kolham, Lageland, Luddeweer, Overschild, Schaaphok, Scharmer, Schildwolde, Siddeburen, Slochteren, Steendam, Tjuchem, Woudbloem.